# Klaus Peham
Klaus Peham (* 25. November 1959 in Linz) ist ein österreichischer Komponist, Trompeter und Journalist im Bereich der Jazzmusik.

## Leben
Klaus Peham legte die Matura im Jahr 1978 in Seitenstetten ab und studierte von 1979 bis 1983 an der Universität Wien Allgemeine Sprachwissenschaften sowie Publizistik und Kommunikationswissenschaften. Zudem hatte er Privatunterricht in Trompete und Improvisation bei Franz Koglmann sowie Selbststudien in Trompete, Komposition, Jazz-Arrangement und Musiktheorie.
In den Jahren 1985–91 nahm er an Instrumental-, Improvisations- und Ensemble Workshops mit Bill Dixon, Mike Mantler, Steve Lacy und Anthony Braxton teil und war im Jahr 1985 Mitbegründer des Jazz-Ensembles Ton.Art, mit dem er in den Jahren 1989/90 drei Tourneen durch die UdSSR unternommen hat. Als Trompeter war Peham im Jahr 1991 Mitglied von Burkhard Stangls Kammerensemble Maxixe und der Horny Phone Big Band (Letztere bis 1997, für dies er auch einige Arrangements schrieb). Im Jahr 1992 war er Mitglied im Harald Koelbl Bläserquartett. Er ist auch auf Alben von Steve Lacy Mia Zabelka und dem Janus-Ensemble von Christoph Cech zu hören.
Seit 1993 recherchierte Peham für das Orchesterprojekt „Ton.Art plays Austrian Hollywood Composers“ (unterstützt von hundertjahrekino / Hans Hurch und der Viennale). Unter seiner Produktionsleitung wurden dazu im Odeon Theater Wien am 1. und. 2. Mai 1995 Uraufführungen von Hans Steiner, Burkhard Stangl, Harald Kölbl, Oskar Aichinger und Paul Skrepek uraufgeführt (mit erweitertem Bläserensemble u. a. mit Lorenz Raab, 15 Streichern des ORF-Symphonieorchesters; Dirigat: Oskar Aichinger; Moderation: Leon Askin).
In den Jahren 1987–98 recherchierte und konzeptionierte Peham als Nachfolge des „Ton.Art plays Austrian Hollywood Composers“-Projekts „Spring came back to Vienna“ (in Zusammenarbeit mit Orpheus Trust und Literaturhaus Wien) eine Fritz-Spielmann-Hommage, mit der zeitgenössische österreichische Komponisten (Oskar Aichinger, Christoph Cech, Heinz Ditsch, Harald Kölbl, Franz Koglmann, Klaus Peham, Paul Skrepek, Orchester: Janus Ensemble, Dirigat: Oskar Aichinger und Christoph Cech) die Zeit reflektierende Interpretationen der Musik des 1938 aus Österreich vertriebenen Komponisten ihre Reverenz erweisen.
Seit dem Jahr 1986 ist Klaus Peham als Musikjournalist, Korrektor, Verlagslektor, Texter und bei der Wiener Musik Galerie tätig.

## Werke
- Bauernschädelfraktur – Septett für Bassklarinette, Sopransaxophon, Altsaxophon, Trompete, Flügelhorn, Schlagzeug und Kontrabass mit elektrischer Gitarre (1985)[4]
- Mama Elektrophant – Akustische Gerümpelplastik in erweiterter Liedform (1986)[4]
- Miststück – Septett für Bassklarinette, Altsaxophon, Baritonsaxophon, Trompete, Flügelhorn, Schlagzeug und Kontrabass mit elektrischer Gitarre (1986)[4]
- Deadline – Quintett für Bassklarinette, Altsaxophon, Trompete, Schlagzeug und Kontrabass mit elektrischer Gitarre (1987)[4]
- Sternspritzer im Ohr: Reihenweise – Sextett für Bassklarinette, Altsaxophon, Trompete, Flügelhorn, Schlagzeug und Kontrabass mit elektrischer Gitarre (1989)[4]
- Sieben billige Handschuhtage – Trio für Altsaxophon, Schlagzeug und Kontrabass (1989)[4]
- Mal Vu. Mal Dit. – Besetzung: Oboe, Bassklarinette, Altsaxophon, Horn, Trompete, Flügelhorn, Schlagzeug, Violoncello, Kontrabass, Elektrische Gitarre (1990)[4]
- Stück für „Leichter Leben“-Trio & Phantomquintett – Oktett für Klarinette, Bassklarinette, Altsaxophon, Horn, Tenorhorn, Schlagzeug, Violoncello und Kontrabass mit elektrischer Gitarre (nach Miles Davis) (1991)[4]
- Metamorphology – Besetzung: Oboe, Bassklarinette, Altsaxophon, Horn, Trompete, Flügelhorn, Schlagzeug, Viola, Violoncello und Kontrabass mit elektrischer Gitarre (1991)[4]
- Bucolica/Mechanica – Stück für Baßklarinette solo (1992)[4]
- The Scratch of Your Lips – Duo für Flügelhorn und Violine (1993)[4]
- LINE(R)NOT(ES)/LINES ARE „NUTS“ – Stück für Kontrabass solo nach Improvisationszitaten von Eugene Chadbourne, Walter Malli und Werner Dafeldecker (1993)[4]
- Diaphonie Wien 16 – Suite für improvisierendes Solistenquartett und 13 Bläser (1994)[4]
- Lochblech – Quartet for tubas in F, E-flat and 2 x C (1994)[4]
- Engineering Spielmann – „Spring came back to Vienna“ für Kammerensemble (UA Janus Ensemble, CD)